# Литературные первоисточники об инках
Литературные первоисточники об инках — список произведений XVI—XVII веков, посвящённых истории инков. В энциклопедии Брокгауза и Ефрона (1894) лучшими первоисточниками для ознакомления с историей инков названы сочинения Сьеса де Леона под общим названием «Хроника Перу» (исп. Chrónica del Perú), и сочинения Инки Гарсиласо де ла Вега под общим названием «Подлинные комментарии инков» (исп. Commentarios Reales de los Incas). Из старой литературы о Перу, в той же энциклопедии (1898) указаны сочинения:
Хуан де Бетансос «Suma y narración de los Incas»;
Кристобаль де Молина «An Account of the Fables and Rites of the Yncas»;
Бернабе Кобо «Historia del Nuevo Mundo»;
Бартоломе де Лас Касас «De las antiguas gentes del Perú»;
Мигель Бальбоа «Histoire du Pérou».
Особо отмечен многотомный «Сборник неопубликованных документов», издававшийся в 1864—1884 годах в Мадриде.
В первом томе «Истории литератур Латинской Америки» автор общей концепции труда В. Б. Земсков показал, что формирование латиноамериканской литературы и культуры в целом началось в самых ранних памятниках словесности, созданных в Новом Свете или о Новом Свете, и которые во многом определили своеобразие традиции латиноамериканской литературы.

## Первоисточники
- Juan de Sámanos. Relación de los primeros descubrimientos de Francisco Pizarro y Diego de Almagro : [manuscrito]. — 1526. — Ориг. на исп. яз. Назв. на рус. яз.: [Доклад о первых открытиях Франсиско Писарро и Диего де Альмагро]. Место хранения: Австрийская национальная библиотека. Codex Vindobonensis 120. s.n. 1600.

- Juan de Sámanos. Relación de los primeros descubrimientos de Francisco Pizarro y Diego de Almagro // Colección de documentos inéditos para la historia de España :  [исп.] / Martín Fernández Navarrete. — Madrid : Viuda de Calero, 1844. — P. 193—201. — (Colección de documentos inéditos para la historia de España : in CXX vol. ; 1842—1896, vol. 5).[≡]

- Francisco de Jerez. Verdadera relación de la conquista del Perú y provincia del Cuzco llamada la Nueva Castilla… :  [исп.]. — Sevilla : Bartolomé Pérez, 1534. — 45 h. — Назв. на рус. яз.: [Правдивое повествование о завоевании Перу и провинции Куско, называемых Новая Кастилия…].

- Francisco de Jerez. Verdadera relación de la conquista del Perú // Crónicas de la conquista del Perú :  [исп.]. — México : Editorial Nueva España. — 944 p. — (Colección Atenea).[≡]

- Antonio. Discurso sobre la descendencia y gobierno de los ingas // Papeles varios de Perú y México : [manuscrito]. — 1608—1613. — H. 44—66v. — Ориг. на исп. яз. Назв. на рус. яз.: [Рассуждения о происхождении и правлении инков]. Место хранения: Национальная библиотека Испании. Mss/2010.[* 2]

- Discurso sobre la descendencia y gobierno de los incas // Suma y narración de los Incas :  [исп.] / Juan de Betanzos ; edición de María del Carmen Martín Rubio. — Madrid : Ediciones Polifemo, 2004. — P. 358—390. — (Crónicas y memorias). — ISBN 84-86547-71-7. — ISBN 978-84-86547-71-4.[≡]

- Pedro Cieza de León. Parte primera de la chrónica del Perú… :  [исп.]. — Sevilla : Martin de Montesdoca, 1553. — 285 p. — Назв. на рус. яз.: [Первая часть Хроники Перу].[≡]

Pedro Cieza de León. Segunda parte de la Crónica del Perú, que trata del señorío de los Incas yupanquis… :  [исп.] / ed. Marcos Jiménez de la Espada. — Madrid : Manuél Gines Hernández, 1880. — 140 p. — Назв. на рус. яз.: [Вторая часть Хроники Перу].[≡]
Pedro de Cieza de León e il «Descubrimiento y conquista del Perú» :  [исп.] / ed. de Francesca Cantù. — Roma : Istituto Storico Italiano, 1979. — 517 p. — Назв. на рус. яз.: [Педро де Сьеса де Леон и его «Открытие и завоевание Перу»].
- Pedro Cieza de León. Crónica del Perú. Tercera parte. [Descubrimiento y conquista del Perú] :  [исп.] / ed. pról. y notas de Francesca Cantù. — Lima : Pontificia Universidad Católica del Perú y Academia Nacional de la Historia, 1987. — 431 p. — Назв. на рус. яз.: [Хроника Перу. Часть третья].

Pedro Cieza de León. Crónica del Perú. Cuarta parte. [Guerras civiles del Perú] :  [исп.] : en 3 v. / ed. y est. prel. de Pedro Guíbovich, Gabriela Benavides de Rivero, Laura Gutiérrez Arbulú. — Lima : Pontificia Universidad Católica del Perú y Academia Nacional de la Historia, 1991—1994. — Назв. на рус. яз.: [Хроника Перу. Часть четвёртая].
- Pedro Cieza de León. Chrónica del Perú // Crónicas de la conquista del Perú. — México : Editorial Nueva España, 1957?. — 944 p. — (Colección Atenea).[≡]
- Pedro Cieza de León. Crónica del Perú : el señorío de los Incas :  [исп.] / ed. Julio Bolívar. — Caracas : Biblioteca Ayacucho, 2005. — 507 p. — ISBN 980-276-394-2.

- Juan de Betanzos. Suma y narración de los Incas : [manuscrito]. — 1551—1558. — Ориг. на исп. яз. Назв. на рус. яз.: [Дополнительное повествование об Инках].  Место хранения: Библиотека Эскориала. Фонд Хуана Марша[англ.].

- Juan de Betanzos. Suma y narración de los Incas :  [исп.] / edición de María del Carmen Martín Rubio. — Madrid : Atlas, 1987. — ISBN 978-84-363-1068-9.

- Anón. La conquista del Perú llamada la Nueva Castilla… :  [исп.]. — Sevilla : Bartolomé Pérez, 1534. — Назв. на рус. яз.: [Завоевание Перу, называемое Новая Кастилия]. Место хранения: Нью-Йоркская публичная библиотека.

The Anonymous La Conquista del Perú (Seville, April 1534) and the Libro vltimo del svmmario delle Indie Occidentali (Venice, October 1534) :  [англ.] / Alexander Pogo // Proceedings of the American Academy of Arts and Sciences. — Boston : American Academy of Arts and Sciences, 1930. — Т. 64, № 8 (July). — P. 218—281.[≡]
- Gonzalo Fernández de Oviedo. [Historia general y natural de las Indias] : [manuscrito]. — Ориг. на исп. яз. Назв. на рус. яз.: [Всеобщая и подлинная истории Индий]. Место хранения: Библиотека Королевского дворца в Мадриде. Ms. II/3041, II/3042, 9/551—557[* 3].

Gonzalo Fernández de Oviedo. Segunda parte de la ystoria natural y general de las Yndias, yslas y tierra firma del mar océano en la cual allende de lo que se contiene en los XIX libros de la primera parte… // [Sin título] : [manuscrito]. — Ориг. на исп. яз. Назв. на рус. яз.: [Вторая часть подлинной и всеобщей истории Индий, островов и материковой земли в море-океане, в которой содержится сверх того, что в девятнадцати книгах первой части…]. Место хранения: Библиотека Королевского дворца в Мадриде. Ms. II/3041.
Gonzalo Fernández de Oviedo. Tercera parte de la historia natural y general de las Indias, islas y tierra firme del mar océano… : [manuscrito]. — [1] h.+548 f. [i.e. 550]. — Ориг. на исп. яз. Место хранения: Библиотека Королевского дворца в Мадриде. Ms. II/3042.
- Gonzalo Fernández de Oviedo. De la natural hystoria de las Indias :  [исп.] : en 2 v.. — Toledo : Remón de Petras, 1526. — Назв. на рус. яз.: [Подлинная история Индий].
- Gonzalo Fernández de Oviedo. La historia general de las Indias : primera parte de la historia natural y general de las Indias y islas y tierra firme del mar océano :  [исп.] : en 2 v.. — Sevilla : Juan Cromberger, 1535. — Т. 1. — Назв. на рус. яз.: [Всеобщая история Индий : первая часть всеобщей и подлинной истории Индий, островов и материковой земли в море-океане].[≡]
- Gonzalo Fernández de Oviedo. Corónica de las Indias : la Hystoria General de las Yndias agora nuevamente impressa, corregida y enmendada… :  [исп.]. — Salamanca : Juan de Junta, 1547. — Назв. на рус. яз.: [Хроника Индий : всеобщая история Индий с новыми исправлениями и изменениями…]. Место хранения: Библиотека Королевского дворца в Мадриде. Ms. II/3041.

Gonzalo Fernández de Oviedo. Libro XX dela segunda parte de la historia natural y general de las Indias y islas y tierra firme del mar océano :  [исп.] : en 2 v.. — Valladolid : Francisco Fernández de Córdoba, 1557. — Т. 2. — 64 p.
- Gonzalo Fernández de Oviedo. Historia general y natural de las Indias, islas y tierra firme del mar océano :  [исп.] : en 4 v.. — Madrid : Real Academia de la Historia, 1851—1855. — Назв. на рус. яз.: [Всеобщая и подлинная история Индий, островов и материковой земли в море-океане].[≡]
- Gonzalo Fernández de Oviedo. Historia general y natural de las Indias, islas y tierra firme del mar océano :  [исп.] / González, J. Natalicio, pról. ; Ríos, José Amador de los, notas. — Asunción : Guarania, S. A., 1944. — 319 p.[≡]

- Toribio de Benavente. Historia de los Indios de la Nueva España : [manuscrito]. — [1540]. — Ориг. на исп. яз. Назв. на рус. яз.: [История индейцев Новой Испании]. Место хранения: Библиотека Эскориала.

- Toribio de Benavente. Historia de los Indios de la Nueva España :  [исп.] / Lord Kingsborough. — Facsim. ed. — London : H. G. Bohn, 1848. — (Antiquities of Mexico ; 1831—1848, vol. 9).[≡]
- Toribio de Benavente. Historia de los Indios de la Nueva España :  [исп.] / ed. Daniel Sánchez García. — Barcelona : Herederos de J. Gili, 1914. — 282 p.
- Toribio de Benavente. Historia de los Indios de la Nueva España :  [исп.] / Salvador Chávez Hayhoe. — México, 1941. — 282 p.[≡]

- Bartolomé de las Casas. Brevísima relación de la destruyción de las Indias… : [manuscrito]. — Ориг. на исп. яз. Назв. на рус. яз.: [Кратчайшее сообщение о разрушении Индий…]. Место хранения: Британская библиотека. Sl. 375.

Destruición de las Indias, Islas de Tierra firme del mar del Norte, por el Rev. Padre frai Bartolomé de la Peña... Año de 1549 :  [исп.] : [manuscrito].
Hystoria sumaria y relacion brevísima y verdadera de que bió y escrivió el Reberendo padre frai Bartolomé de la Peña... de la lamentable y lastimosa destruición de las Indias... :  [исп.] : [manuscrito].
- Bartolomé de las Casas. Brevísima relación de la destruyción de las Indias… :  [исп.]. — Sevilla : Sebastian Trujillo, 1552.

- Bartolomé de las Casas. Brevísima relación de la destruyción de las Indias // Colección de documentos inéditos para la historia de España :  [исп.]. — Madrid : Miguel Ginesta, 1879. — Т. LXXI. — P. 3—83. — (Colección de documentos inéditos para la historia de España : in CXX vol. ; 1842—1896).[≡]

- Bartolomé de las Casas. Historia general de las Indias :  [исп.] : [manuscrito] : en 3 v.. — 1559—1561. — 962 h.; 395 h.; II, 554 h. — Ориг. на исп. яз. Назв. на рус. яз.: [Всеобщая история Индий]. Место хранения: Национальная библиотека Испании. MSS/2812 V. 1; MSS/2813 V. 2; MSS/2814 V. 3.[* 4]

- Bartolomé de las Casas. Historia de las Indias :  [исп.] : en 5 v. / ed. de Marqués de la Fuensanta del Valle y José Sancho Rayón. — Madrid : Imprenta de Miguel Ginesta, 1875—1876. — (Collección de documentos inéditos para la historia de España ; vol. LXII—LVI).[≡]

- Bartolomé de las Casas. Apologética historia sumaria cuanto a las cualidades, disposición, descripción, cielo y suelo de las tierras… : [manuscrito]. — Fol. 208r.. — Ориг. на исп. яз. Назв. на рус. яз.: [Апологетическая краткая история о качестве, расположении, описании, неба и почвы этих земель.…]. Место хранения: Королевская историческая академия. Muñoz A-73 (9/4809).

- Bartolomé de las Casas. De las antiguas gentes del Perú :  [исп.] / Marcos Jiménez de la Espada. — Madrid : Manuel G. Hernańdez, 1892. — 290 p. — (Colección de Libros españoles raros o curiosos ; vol. XXI).

- Agustín de Zárate. Historia del descubrimiento y conquista del Peru… : [manuscrito]. — 1555. — 273, [8] h., [7] h. — Ориг. на исп. яз. Назв. на рус. яз.: [История открытия и завоевания Перу…]. Место хранения: Национальная библиотека Испании. U/5266.

- Agustín de Zárate. Crónicas de la conquista del Perú :  [исп.]. — México : Editorial Nueva España, 1957?. — 944 p. — (Colección Atenea).[≡]

- Guillermo Lohmann Villena. El testamento inédito del Inca Sayri Tupac [1558] :  [исп.] // Historia y cultura. — Lima, 1965. — Vol. 1, № 1. — P. 13—18.[≡]
- Juan Polo de Ondegardo. Confesionario para los curas de Indios, con la Instrución contra sus ritos y exhortation para ayudar a bien morir… :  [исп.]. — Lima : Antonio Riardo, 1558. — 215 p.[* 6]

- Juan Polo de Ondegardo. Los errores y supersticiones de los indios // Revista histórica : órgano del Instituto Histórico del Perú :  [исп.]. — Lima : Academia Nacional de la Historia, 1906. — Т. I. — P. 207—230. — 476 p. — ISSN 0376-4052.[≡]

- Juan Polo de Ondegardo. Instrucción contra las ceremonias y ritos que usan los indios conforme al tiempo de su infidelidad // Confesionario para los Curas de los Indios :  [исп.]. — Lima : Antonio Ricardo, 1585. — Назв. на рус. яз.: [Инструкция по борьбе с церемониями и обрядами, применяемыми индейцами со времён их безбожия].

- Juan Polo de Ondegardo. Instrucción contra las ceremonias y ritos que usan los indios conforme al tiempo de su infidelidad // Revista histórica : órgano del Instituto Histórico del Perú :  [исп.]. — Lima : Academia Nacional de la Historia, 1906. — Т. I. — P. 192—206. — 476 p. — ISSN 0376-4052.[≡]

- Juan Polo de Ondegardo. Linaje de los Incas y como conquistaron [Perú] : [manuscrito]. — 1572. — H. 37—61. — Ориг. на исп. яз. Назв. на рус. яз.: [Происхождение инков и как они завоевали Перу]. Место хранения: Национальная библиотека Испании. Mss/3169.

- Juan Polo de Ondegardo. Report by Polo Ondegardo // Narratives of the rites and laws of the Yncas :  [англ.] / translated Clements R. Markham. — reprinted. — New York : Burt Franklin, 1873. — P. 151—173. — 220 p.[≡]

- Anón. Primeros agustinos [Relación de la religión y ritos del Perú hecha por los padres agustinos] : [manuscrito]. — 1560. — Ориг. на исп. яз. Назв. на рус. яз.: [Доклад о религии и обрядах Перу, составленный священниками Августинцами]. Место хранения: Архив Индий. Patronato Real 192, ramo 6, número 2.

- Relación de la religion y ritos del Perú hecha por los padres agustinos // Colección de documentos inéditos : relativos al descubrimiento, conquista y organización de las antiguas posesiones españolas de América y Oceanía… :  [исп.] / bajo la dirección de Joaquín Pacheco, Francisco de Cárdenas, Luis Torres de Mendoza. — Madrid : Imprenta de M.B. de Quirós [etc.], 1865. — Т. 3. — P. 5—58. — (Colección de documentos inéditos [del Archivo] de Indias : in 42 vol. ; 1864—1884).[≡]
- Juan de San Pedro. La persecución del demonio : crónica de los primeros agustinos en el norte del Perú (1560) / Transcribed by Eric E. Deeds. — Málaga : Algazara, 1992. — 229 p. — ISBN 978-84-87999-06-2.

- Bernal Díaz del Castillo. Historia verdadera de la conquista de la Nueva España :  [исп.]. — Madrid : Reyno, 1632 [1568].

- Bernal Díaz del Castillo. Historia verdadera de la conquista de la Nueva España :  [исп.] : en 2 v. / ed. Genaro García. — México : Secretaría de fomento, 1904—1905.
- Bernal Díaz del Castillo. Historia verdadera de la conquista de la Nueva España :  [исп.] : en 3 v. / introducción y notas por Joaquín Ramírez Cabañas. — México, 1944. — (Historiadores primitivos de Indias ; vol. XXVI).[≡]
- Bernal Díaz del Castillo. Historia verdadera de la conquista de la Nueva España :  [исп.] : en 2 v.. — La Habana : Editorial Nacional de Cuba, 1963.[≡]

- Historia verdadera de la conquista de la Nueva España escrita por Bernal Díaz del Castillo :  [исп.] : en 3 v. / ed. Miguel Ángel Porrúa. — Universidad de Castilla-La Mancha, 2001.

- Diego de Castro Titu Cusi Yupanqui. Relación de la Conquista del Perú y hechos del Inca Manco II // Colleccion de libros y documentos referentes a la historia del Perú :  [исп.] / ed. Carlos A. Romero, Horacio H. Urteaga. — Lima : San Martí y Compania, 1916 [1570]. — Т. II. — 151 p.

- Diego de Castro Titu Cusi Yupanqui. Carta-memoria del Inca Titu Cusi Yupanqui… // Testimonios, cartas y manifiestos indígenas :  [исп.] / Martin Lienhard. — Venezuela : Biblioteca Ayacucho, 1992. — P. 160—168. — 425 p. — ISBN 980-276-187-7.[≡]

- Miguel Cabello Balboa. Miscelánea Antártica [Miscelánea austral] : [manuscrito]. — 1568. — Ориг. на исп. яз. Назв. на рус. яз.: [Альманах Антарктики]. Место хранения: Техасский университет в Остине.

- Miguel Cabello Balboa. Histoire du Pérou :  [фр.] / Henri Ternaux-Compans. — Paris : Arthus Bertrand, 1840. — Т. XV. — 331 p. — (Voyages, relations et mémoires originaux pour servir à l'histoire de la découverte de l'Amérique, pour la première fois en français. Première série ; 1837—1841).

- Díez de San Miguel. Declaraciones de los Indios de la provincia de Chucuito (lago de Titicaca) : [manuscrito]. — 1567. — Ориг. на исп. яз. Назв. на рус. яз.: [Заявления индейцев провинции Чукуито (озера Титикака)]. Место хранения: Архив Индий. Justica, 479.

- Díez de San Miguel. Declaraciones de los Indios de la provincia de Chucito (Lago de Titicaca), 1567 // Testimonios, cartas y manifiestos indígenas :  [исп.] / Martin Lienhard. — Venezuela : Biblioteca Ayacucho, 1992. — P. 171—180. — 425 p. — ISBN 980-276-187-7.[≡]

- Diego de Trujillo y Paez. Relación del descubrimiento del reino del Perú : [manuscrito]. — 1571. — Ориг. на исп. яз. Назв. на рус. яз.: [Доклад об открытии королевства Перу]. Место хранения:.

- Diego de Trujillo. Relación del descubrimiento del reino del Perú :  [исп.] / Prólogo y notas de Raul Porras Barrenechea. — Sevilla : Escuela de Estudios Hispano-Amerianos, 1948. — С. 124.
- Diego de Trujillo. Relación del descubrimiento del reino del Perú hasta 15 de abril de 1571 // Tres testigos de la conquista del Perú :  [исп.] / ed. Conde de Canillejos. — Buenos Aires : Espasa-Calpe, 1953. — С. 123—146.
- Raul Porras Barrenechea. Una relación inedita de la conquista : la cronica de Diego de Trujillo :  [исп.]. — Lima : Instituto Raul Porras Barrenechea, 1970. — P. 41—60.[≡]

- Cristóbal de Molina. Relación de las fábulas y ritos de los ingas… // Papeles varios sobre los indios Incas, Huarochiris y otras antigüedades del Perú : [manuscrito]. — [1570—1584]. — H. 2—36v. — Ориг. на исп. яз. Назв. на рус. яз.: [Доклад о сказаниях и обрядах инков…]. Место хранения: Национальная библиотека Испании. Mss/3169.

- Cristóbal de Molina. A Narrative of the errors, false gods, and other supersitions and diabolical rites… // Narratives of the rites and laws of the Yncas :  [англ.] / translated Clements R. Markham. — reprinted. — New York : Burt Franklin, 1873. — P. 123—51. — 220 p.[≡]

- Ynca Garcilasso de la Vega. Primera parte de los comentarios reales… :  [исп.]. — Lisboa : Pedro Crasbeeck, 1609. — 264, [10] h., [1] h. — Назв. на рус. яз.: [Первая часть подлинных комментариев…]. Место хранения: Национальная библиотека Испании. R/599, R/30774, R/23946..[≡]

Ynca Garcilasso de la Vega. Historia general del Peru… :  [исп.]. — Córdova : Andrés Barrera y à su costa, 1616. — 300, [8] h., [6] h. — Назв. на рус. яз.: [Всеобщая история Перу…]. Место хранения: Национальная библиотека Испании. R/24420..[≡]
- Anón. [Manuscrito quechua de Huarochirí] : Runa yn.º niscap machoncuna ñaupa pacha… // Papeles varios sobre los indios Incas, Huarochiris y otras antigüedades del Perú : [manuscrito]. — Ff. 64r—114r. — Ориг. на кечуа и исп. яз. Назв. на рус. яз.: [Кечуанская рукопись о Варочири]. Место хранения: Национальная библиотека Испании. Mss/3169.

Francisco de Ávila. Tratado y relación de los errores, falsos dioses y otras supersticiones y ritos diábolicos… // Papeles varios sobre los indios Incas, Huarochiris y otras antigüedades del Perú : [manuscrito]. — 1608. — H. 115—129. — Ориг. на исп. яз. Назв. на рус. яз.: [Трактат и доклад о заблуждениях, ложных богах и других суевериях и дьявольских обрядах…]. Место хранения: Национальная библиотека Испании. Mss/3169.
- Francisco de Ávila. A Narrative of the errors, false gods, and other supersitions and diabolical rites… // Narratives of the rites and laws of the Yncas :  [англ.] / translated Clements R. Markham. — reprinted. — New York : Burt Franklin, 1873 [1608]. — P. 123—51. — 220 p.[≡]
- Francisco de Ávila. Dioses y hombres de Huarochirí : Narración quechua recogida por Francisco  de Avila (¿1598?) :  [исп.] / ed. bil., trad. de José María Arguedas ; estudio bibliografio de Pierre Duviols. — Lima : Museo Nac. de Historia y el Instituto de Estudios Peruanos, 1966. — 287 p.
- Francisco de Ávila. Dioses y hombres de Huarochirí :  [исп.] / José María Arguedas; Pierre Duviols. — México : Siglo XXI ; Madrid, 1975.[≡]
- Francisco de Ávila. Tratado y relación de los errores, falsos dioses, y otras supersticiones, y ritos diabolicos en que viuian antiguamente los yndios de las prouincias de Huaracheri… / Hermann Trimborn, Antje Kelm // Quellenwerke zur alten Geschichte Amerikas aufgezeichnet in den Sprachen der Eingeborenen :  [нем.]. — Berlin : Ibero-Amerikanisches Institut / Mann Verlag, 1967. — Т. 8.[≡]

- Phelipe Guaman Poma de Aiala. El primer nueva corónica i buen gobierno… : [manuscrito]. — 1615—1616. — 597 h. — Назв. на рус. яз.: [Первая новая хроника и доброе правление…]. Место хранения: Королевская библиотека Дании. GKS 2232, 4°.

Phelipe Guaman Poma de Aiala. Nueva corónica y buen gobierno : codex péruvien illustré :  [исп.] / avant propos Paul Rivet. — Paris : Institut d'ethnologie, 1936. — 1168 p. — (Travaux et mémoires de l'Institut d'ethnologie ; vol. 23).[≡]
Phelipe Guaman Poma de Aiala. La nueva corónica y buen gobierno… :  [исп.] : en 3 v. / interpretada por el Tnte. Corl. Luis Bustíos Gálvez. — Facsim. ed. — Lima : Editorial Cultura, 1956—1966.[≡]
- Martín de Murúa. Historia general del Pirú [Getty Murúa] : [manuscrito]. — 1580—1616. — Ориг. на исп. яз. Назв. на рус. яз.: [Всеобщая история Перу]. Место хранения: Музей Гетти. Ms. Ludwig XIII 16.
- Juan de Lizarazu. Informaciones hechas por don Juan de Lizarazu sobre el descubrimiento de los Mojos : [manuscrito]. — 1636. — Ориг. на исп. яз. Назв. на рус. яз.: [Сообщения, сделанные Доном Хуаном де Лисарасу об открытии Мохос]. Место хранения:.

- Juan de Lizarazu. Relación cierta que el Padre Diego Felipe de Alcalá, cura de Mataca, envió a S.E. el Señor Marqués de Montes Claros, Visorrey de estos Reynos… : Informaciones levantadas por don Juan de Lizarazu (presidente de la Audiencia de Charcas) sobre el descubrimiento de los Mojos. Años 1636—1638 // Juicio de límites entre el Perú y Bolivia :  [исп.] / ed. Víctor Manuel Maúrtua. — Madrid : M. G. Hernández, 1906. — Т. IX. — P. 124—216.[≡]

- Cristóbal de Acuña. Nuevo descubrimiento del gran río de las Amazonas : [manuscrito]. — Madrid, 1639. — Ориг. на исп. яз. Назв. на рус. яз.: []. Место хранения: Австрийская национальная библиотека. Codex Vindobonensis 5887. — f. 1r—63v.

- Cristóbal de Acuña. Nuevo descubrimiento del gran río de las Amazonas :  [исп.]. — Madrid : Reyno, 1641. — 46 folios + 6 h. — Место хранения: Национальная библиотека Испании. R 2615.

- Cristóbal de Acuña. Nuevo descubrimiento del gran río de las Amazonas :  [исп.] / edición y notas de Ignacio Arellano, José M. Díez Borque y Gonzalo Santonja. — Madrid : Universidad de Navarra—Iberoamericana—Vervuert, 2009. — 181 p.

- Hieronymo Román. Addenda de las noticias relativas a Indias que hay en la crónica de la orden de los PP. ermitaños de San Agustín, impresa en 1569 // Repúblicas del mundo :  [исп.] : en III v.. — Salamanca : Juan Fernandez, 1595. — Т. II. — P. 231—254.
- Pascual de Andagoya. Relación de los sucesos de Pedrarias Dávila en las provincias de Tierra Firme ó Castilla del Oro… : [manuscrito]. — 1540. — Ориг. на исп. яз. Назв. на рус. яз.: [Доклад о событий Педрариаса Давила в провинциях Тьерра-Фирме и Кастилья-дель-Оро]. Место хранения: Архив Индий. Patronato, 11.

- Pascual de Andagoya. Narrative of the proceedings of Pedrarias Davila in the provinces of Tierra Firme or Catilla del Oro… :  [англ.] / translated and edited, with notes and introduction, by Clements R. Markham. — London : Printed for the Hakluyt society, 1865. — 88 p.
- Pascual de Andagoya. Relación de los sucesos de Pedrarias Dávila en las provincias de Tierra Firme ó Castilla del Oro… // Indios y negros en Panama en los siglos XVI y XVII : selecciones de los documentos del Archivo General de Indias :  [исп.] / edited by C. F. Jopling. — Centro de Investigaciones Regionales de Mesoamerica, Antigua, Guatemala, 1994. — P. 22—35.

- Antonio Ruiz. Conquista espiritual, hecha por los religiosos de la compañía de Jesús en las prouincias del Paraguay, Paraná, Uruguay, y Tápe…. — Madrid : Reyno, 1639. — 103, [4] h., [1] h. — Ориг. на исп. яз. Назв. на рус. яз.: [Духовное завоевание религиозным Обществом Иисуса провинции Парагвай, Парана, Уругвай и Тапе…]. Место хранения: Национальная библиотека Испании. R/6539.

- P. Antonio Ruiz de Montoya. Conquista espiritual : hecha por los religiosos de la compañía de Jesús… :  [исп.]. — Bilbao : Corazon de Jesus, 1892. — 309 p.

- Pablo Joséph de Arriaga. Extirpación de la idolatría del Pirú :  [исп.]. — Lima : Geronymo de Contreras, 1621. — 142, [8] h., [3] h. — Место хранения: Национальная библиотека Испании. R-3194.
- Damían de la Bandera. Relación general de la disposición y calidad de la provincia de Huamanga… : [manuscrito]. — Гуаманга, 1557. — Ориг. на исп. яз. Назв. на рус. яз.: [Общий доклад об обеспечении и качестве в провинции Уаманга]. Место хранения:.

- Damían de la Bandera. Relación General de la disposición y calidad de la provincia de Huamanga // Relaciónes geográficas de Indias — Perú :  [исп.] : en IV v. / ed. Marcos Jimenez de la Espada. — Madrid : Ministerio de Fomento del Perú, 1881—1887. — Т. I. — P. 96—104.
- Damían de la Bandera. Relación del origen e gobierno que los ingas tuvieron… // Biblioteca Peruana :  [исп.]. — Lima : Editores Técnicos Asociados S.A., 1968. — Т. 3. — P. 491—510.[≡]

- Blas Valera. Exsul immeritus Blas Valera populo suo : [manuscrito]. — 1618. — Ориг. на лат., кечуа и исп. яз. Назв. на рус. яз.: [Невиновный изгнанник Блас Валера своему народу]. Место хранения: Частная коллекция Миччинелли, Неаполь.

Exsul immeritus Blas Valera populo suo e Historia et rudimenta linguae piruanorum : Indios, gesuiti e spagnoli in due documenti segreti sul Perù del XVII secolo :  [итал.] / a cura di Laura Laurencich Minelli. — Bologna : Clueb, 2007. — 590 p. — (LEXIS Biblioteca di Scienze). — ISBN 978-88-491-2518-4.
- Anón. Relación de las costumbres antiguas de los naturales del Pirú : [manuscrito]. — 1615. — Ориг. на исп. яз. Назв. на рус. яз.: [Сообщение о древних обычаях туземцев Перу]. Место хранения: Национальная библиотека Испании. Mss/3177.

- De las costumbres antiguas de los naturales del Pirú // Crónicas peruanas de interés indígena :  [исп.] / Francisco Esteve Barba. — Madrid : Atlas, 1968. — P. 151—189. — 324 p. — (Biblioteca de Autores Españoles ; vol. CCIX).
- Blas Valera. Es trabajo mio la obra manuscrita «De Tahuantinsuyus prischis gentibus», que entregé al Padre Acosta en el año del señor 1588 // Exsul immeritus Blas Valera populo suo e Historia et rudimenta linguae piruanorum : Indios, gesuiti e spagnoli in due documenti segreti sul Perù del XVII secolo :  [итал.] / a cura di Laura Laurencich Minelli. — Bologna : Clueb, 2007. — 590 p. — (LEXIS Biblioteca di Scienze). — ISBN 978-88-491-2518-4.

- Girolamo Benzoni. La historia del mondo nuovo…. — Venezia : Francesco Rampazetto, 1565. — 175, [4] h., [1] h. — Ориг. на итал. яз. Назв. на рус. яз.: [История Нового Света]. Место хранения: Национальная библиотека Испании. R/293.

- Girolamo Benzoni. The History of the New World : La historia del mondo nuovo / Translated by Jana Byars. Edited by Robert C. Schwaller, and Jana Byars. — Venezia : Pennsylvania State University Press, 2017. — 128 p. — (Latin American Originals). — ISBN 978-0-271-07757-4.

- José de Acosta. Historia natural y moral de las Indias… :  [исп.]. — Sevilla : Juan de León, 1590. — 535, [17] h. — Назв. на рус. яз.: [Естественная и нравственная история Индий]. Место хранения: Национальная библиотека Испании. BNE U-3283.

- Josesph de Acosta. Historia natural y moral de las Indias :  [исп.] : en II v.. — Madrid : Ramón Anglés, 1894. — Т. I. — 486 p.

Josesph de Acosta. Historia natural y moral de las Indias :  [исп.] : en II v.. — Madrid : Ramón Anglés, 1894. — Т. II. — 392 p.
- José de Acosta. Historia natural y moral de las Indias :  [исп.] / ed. Bárbara G. Beddall. — Valencia : Hispanieae Scientia, 1977. — 129 + 535, [18] h.

- Alonso Borregán. Cronica de la conquista del Perú :  [исп.] / ed. Rafael Loredo. — Sevilla : Escuela de Estudios Hispano-Americanos, [1565] 1948. — Т. XLVI. — 119 p. — (Serie 7a. Nº 3).
- Giovanni Anello Oliva. Historia del reino y provincias del Perú y vidas de los varones… : [manuscrito]. — 1630. — Ориг. на исп. яз. Назв. на рус. яз.: [История королевства и провинций Перу и жизни людей…]. Место хранения: Британский музей. Add. 25327.

- Giovanni Anello Oliva. Historia del reino y provincias del Perú de sus incas reyes… :  [исп.]. — Lima : S. Pedro, 1895. — 217 p.
- Giovanni Anello Oliva. Historia del reino y provincias del Perú y vidas de los varones… :  [исп.] / Edición, prólogo y notas de Carlos M. Gálvez Peña. — Lima : Pontificia Universidad Catolica del Peru, 1998. — 387 p. — ISBN 9972-42-067-1.

- Antonio de la Calancha. Corónica moralizada del orden de San Agustin en el Perú… :  [исп.]. — Barcelona : Pedro Lacavalleria, 1638. — 922 p. — Библиотека Севильского университета. S.l. A 050/111.
- Antonio de la Calancha. Corónica moralizada del orden de San Agustin en el Perú… :  [исп.]. — Barcelona : Pedro Lacavalleria, 1639. — 955 p.
- Francesco Carletti. Razonamientos de mi viaje alrededor del mundo :  [исп.] / traduccion y notas Francisa Perujo. — Mexico : Universidad Nacional Autonoma de Mexico, 1976 [1606]. — Назв. на рус. яз.:[Рассуждения о моём путешествии вокруг света].
- Gregorio García. Predicación del evangelio en el Nuevo Mundo… :  [исп.]. — Baeza : Pedro de la Cuesta, 1625. — 250, [16] h., [30] h. — Назв. на рус. яз.: [Проповедь евангелия в Новом свете…].

- Gregorio García. Predicación del evangelio en el Nuevo Mundo viviendo los Apóstoles, Baeza, 1625 :  [исп.] : edicion digital. — Madrid : Fundación Histórica Tavera, 2000.

- Pedro Gutiérrez de Santa Clara. Historia de las guerras civiles del Perú (1544—1548) y de Otros sucesis de las Indias [1565?] // Historia de las guerras civiles del Perú :  [исп.]. — Madrid : Victoriano Juárez, 1904—1929. — Т. 1—3. — (Colección de libros y documentos referentes à la historia de América : in 21 vol. ; vol. 2, 3, 4).
- Luis Capoche. Relación general de la villa imperial de Potosí : [una copia del manuscrito]. — Potosí, 1585. — Ориг. на исп. яз. Назв. на рус. яз.: [Общий доклад об имперском городе Потоси]. Место хранения: Архив Индий. Charcas 134.

- Luis Capoche. Relación general de la villa imperial de Potosí :  [исп.] / ed. Luis Hanke. — Madrid : Atlas, 1959. — P. 69—189. — (Biblioteca de Autores Españoles ; т. CXXII).

- Juan de Matienzo. Gobierno del Pirú con todas las cosas pertenecientes a el y a su historia… : [manuscrito]. — 1567. — Ориг. на исп. яз. Назв. на рус. яз.: [Правительство Перу и всё, что связано с ним и его историей…]. Место хранения: Апостольская библиотека Ватикана. Barb. Lat. 3585.

- Juan de Matienzo. Gobierno del Pirú (1567) :  [исп.] / ed. de Guillermo Lohmann Villena. — París—Lima : Institut Français d'Études Andines, 1967. — 366 p. — ISBN 978-2-8218-4567-1.

- Fray Alonso Ramos Gavilan. Historia del célebre santuario de Nuestra Señora de Copacabana y sus milagros… :  [исп.]. — Lima : Gerónimo de Concreras, 1621. — 432 p.

- Fray Alonso Ramos Gavilan. Historia de Nuestra Senora de Copacabana :  [исп.]. — La Paz : Academia boliviana de la Historia, 1976. — 257 p.

- F. Hieronimo Roman. Repúblicas del mundo divididas en XXVII libros :  [исп.] : en 2 v.. — Medina del Campo : Francisco del Canto, 1575. — 414 h. ; 456 h.

F. Hieronimo Roman. Repúblicas del mundo : diuididas en tres partes :  [исп.] : en 3 v.. — Salamanca : Diego Cosio, 1595. — 435 h. ; 429 h. ; 271 h.
- Jerónimo Román y Zamora. Repúblicas de Indias : idolatrías y gobierno de México y Perú antes de la conquista… :  [исп.] : en 2 v.. — Madrid : Victoriano Suarez, 1897. — 332, 328 p. — (Colección de libros raros o curiosos que tratan de America XIV—XV ; т. XIV—XV).

- Sancho de la Hoz. Relación para S. M. de lo sucedido en la conquista y pacificación de estas provincias de la Nueva Castilla… :  [исп.] / version y notas Joaquín García Icazbalceta. — Madrid : José Porrúa Turanzas, [1543] 1962. — 106 p. — Перевод с итал. яз..
- Pedro Sarmiento de Gamboa. Segunda parte de la historia general llamada Índica… [Historia Índica] : [manuscrito]. — Cuzco, 1572. — Ориг. на исп. яз. Назв. на рус. яз.: [Вторая часть всеобщей истории под названием Индия…]. Место хранения: Государственная библиотека университета Гёттингена. Cod. MS. hist. 809.[* 13]

- Pedro Sarmiento de Gamboa. History of the Incas :  [англ.] / Clements Markham. — Cambridge : John Clay, 1907. — 395 p.
- La „Historia índica“ de Pedro Sarmiento de Gamboa :  [исп.] / ed. Richard Pietschman ; nota preliminar de Alberto Tauro ; traducción española de Federico Schwab. — Lima : Universidad Nacional Mayor de San Marcos, 1964. — 117 p.

- Francisco de Toledo. Informaciones que mandó levantar el Virrey Toledo sobre los Incas… (1572) // Don Francisco de Toledo, supremo organizador del Perú : Su vida, su obra (1515—1582) :  [исп.] / Roberto Levillier. — Buenos Aires : Espasa Calpe, S.A., 1940. — Т. II. — P. 173.[* 14]
- Juan de Santa Cruz Pachacuti Yamqui Salcamaygua. Relación de las antigüedades deste Reyno del Pirú // [Papeles varios sobre los indios Incas, Huarochiris y otras antigüedades del Perú] : [manuscrito]. — [1613—1647]. — H. 131—174. — Ориг. на исп. яз. Назв. на рус. яз.: [Доклад о древностях этого королевства Перу]. Место хранения: Национальная библиотека Испании. Mss/3169.[≡]
- Cristóbal de Castro. Relación y declaración del modo que este Valle de Chincha… // Papeles varios : [manuscrito] / Cristóbal de Castro, Diego de Ortega Morejón. — 1558. — 4.—f. 99r—103v. — Ориг. на исп. яз. Назв. на рус. яз.: []. Место хранения: Библиотека университета Саламанки. Ms 1796.
- Anón. Parecer de Yucay : [manuscrito]. — Место хранения: рукопись считается утерянной.[14]

Dictamen de Indias, Dominio de los Yngas en el Perú : [manuscrito]. — Ориг. на исп. яз. Назв. на рус. яз.: [Мнение об Индиях, владычестве Инков в Перу…]. Место хранения копии: Библиотека университета Саламанки. Ms 1886.
[Dictamen sobre el dominio de los Yngas en el Perú…] // Papeles históricos y literarios : [manuscrito]. — Fol. 69r—87v. — Ориг. на исп. яз. Назв. на рус. яз.: [Мнение о владычестве Инков в Перу…]. Место хранения копии: Национальная библиотека Испании. Ms 9442.
Dictamen sobre el dominio de los Yngas y el de los reyes de España en los reynos de Perú : [manuscrito]. — H. 1—109. — Место хранения копии: Национальная библиотека Испании. Ms 19569.
- Bernabé Cobo. Historia del Nuevo Mundo :  [исп.] : en 4 v. / edic. de Marcos Jiménez de la Espada. — Sevilla : E. Rasco, 1890—1893. — (Sociedad de Bibliófilos Andaluces. Primera serie).
- Bernardino de Cárdenas. Memorial, y relación verdadera para el Rey N.S. y su Real Consejo de las Indias, de cosas del Reino del Perù… :  [исп.]. — Madrid : Francisco Martinez, 1634. — 64 h.
- Domingo de Santo Tomas. Relación del P. Fr. Domingo de Santo Tomas, al reverendo obispo D. Fr. Bartolomé de Las Casas : [manuscrito]. — [1550]. — Место хранения: Архив Индий.

- Domingo de Santo Tomas. Relación del P. Fr. Domingo de Santo Tomas, al reverendo obispo D. Fr. Bartolomé de Las Casas // Colección de documentos inéditos : relativos al descubrimiento, conquista y organización de las antiguas posesiones españolas de América y Oceanía… :  [исп.] / bajo la dirección de Joaquín Pacheco, Francisco de Cárdenas, Luis Torres de Mendoza. — Madrid : Frias, 1867. — Т. 7. — P. 371—387. — (Colección de documentos inéditos [del Archivo] de Indias : in 42 vol. ; 1864—1884).

- Francisco Falcón. Representación hecha por el Licenciado Falcón en el concilio provincial sobre los daños y molestias que se hacen a los indios : [manuscrito]. — 1567. — Ориг. на исп. яз. Назв. на рус. яз.: [Представление, сделанное лицентиатом Фалконом в совете провинции, по поводу ущерба и неудобств нанесённых индейцам]. Место хранения: Национальная библиотека Португалии. Res. 3295 P. ; Национальная библиотека Испании. Ms. 3042. — f. 220—223v.
- Luis Jerónimo de Oré. Symbolo Catholico Indiano, en el qual se declaran los mysterios… :  [исп.]. — Lima : Antonio Ricardo, 1598. — Ff. 193.
- Luis Jerónimo de Oré. Rituale, seu manuale peruanum, et forma brevis administrandi apud Indos… :  [лат.]. — Neapoli : Jacobus Carlinus, 1607.
- Diego Andrés Rocha. Tratado unico, y singular del origen de los indios occidentales del Piru, Mexico, Santa Fè, y Chile :  [исп.]. — Lima : Manuel de los Olivos, 1681.

- Diego Andrés Rocha. Tratado único y singular del origen de los indios del Perú, Méjico, Santa Fe y Chile :  [исп.] : en 2 v.. — Madrid : Juan Cayetano Garcia y Tomás Minuesa, 1891. — (Colección de Libros Raros o Curiosos que tratan de América ; т. 3, 4).

- Hernando de Santillán. Relación del orígen, descendencia, política y gobierno de los Incas : [manuscrito]. — 1555. — Ориг. на исп. яз. Назв. на рус. яз.: [Доклад о начале, происхождении, политике и управлении Инков]. Место хранения: Библиотека Эскориала. L. j. 5, fol. 301.

- Hernando de Santillán. Relación del orígen, descendencia, política y gobierno de los Incas (1558—1563) // Tres relaciónes de antigüedades Peruanas :  [исп.] / Marcos Jiménez de la Espada. — Madrid : Impr. de M. Tello, 1879. — P. 1—133. — 328 p.[≡]

- Antonio de Herrera y Tordesillas[англ.]. Historia General de los Hechos de los Catellanos en las Islas i Tierra Firme del Mar Oceano… :  [исп.]. — Madrid : Juan de la Cuesta, 1601.

### Сборники
- Colección de documentos inéditos : relativos al descubrimiento, conquista y organización de las antiguas posesiones españolas de América y Oceanía… :  [исп.] : en 42 v. / bajo la dirección de Joaquín Pacheco, Francisco de Cárdenas, Luis Torres de Mendoza. — Madrid : Imprenta de M.B. de Quirós [etc.], 1864—1884. — (Colección de documentos inéditos [del Archivo] de Indias).
- Colección de libros raros y curiosos que tratan de América :  [исп.] : en 22 v. / ed. Victoriano Suárez. — Madrid, 1891—1928. — Назв. на рус. яз.: Собрание редких и занимательных книг об Америке.

## Переводы на русский язык

### Публикации
- Агустин де Сарате. История открытия и завоевания Перу [фрагмент] / пер. Т. Л. Шишовой // Хроники открытия Америки, 500 лет : Антология. — М. : Наследие, 1998. — 272 с. — ISBN 5-201-13307-X.[^]
- Антонио. Сообщение кипукамайоков. 11 марта 1608 [1542] / пер. А. Скромницкий, ред. В. Талах // Источники XVI-XVII веков по истории инков : хроники, документы, письма / ред., пер. с исп. и англ. С. А. Куприенко. — Киев : Видавець Купрієнко С. А., 2013. — С. 52—91. — 417 с. — ISBN 978-617-7085-03-3.[^]
- Бартоломе де Лас Касас. История Индий : [Сокр.] пер. с испан. / отв. ред. д-р ист. наук Д. П. Прицкер, д-р филол. наук Г. В. Степанов ; пер. с испан. Д. П. Прицкер (книга II); А. М. Косе (книга III, гл. 3—25, 109—167); З. И. Плавскин (книга III, гл. 26—67); Р. А. Заубер (книга III, главы 68—108). — Л. : Наука, 1968. — (Литературные памятники). — Источники перевода не указаны; во вступительной статье В. Л. Афанасьев упоминает 5 изданий 1875—1957 годов. — ISBN 978-5-02-026522-6.[^]
- Бартоломе де Лас Касас. История Индий [фрагменты] // Путешествия Христофора Колумба : Дневники. Письма. Документы / пер. с испан. и комм. Я. М. Света ; под ред. И. П. Магидовича. — 4-е. — М., 1961. — С. 304—341, 397—425. — 514 с. — Перевод: Кн. I (фрагменты).
- Бартоломе де Лас-Касас. Кратчайшее сообщения о разрушении Индий [отрывки] / пер. Е. А. Мелентьевой. — В: Прошлое, зовущее на бой // Наука и жизнь. — М., 1966. — № 1.
- Бартоломе де Лас-Касас. Кратчайшее сообщения о разрушении Индий [отрывки] / пер. Е. А. Мелентьевой. — В: Голос Лас-Касаса // Латинская Америка. — М., 1975. — № 1.[^]
- Берналь Диас де Кастильо. Правдивая история завоевания Новой Испании / пер. Д. Н. Егорова, А. Р. Захарьяна. — М. : Форум, 2000. — 324 с. — (Материалы по всеобщей истории). — ISBN 5-89747-020-0.[^]
- Берналь Диас дель Кастильо. Подлинная история завоевания Новой Испании (главы из книги) / пер. Е. М. Лысенко // Хроники открытия Америки : Новая Испания. — М. : Академический проект, 2000. — Т. 1 : Исторические документы. — 494 с. — (Библиотека Латинской Америки). — Перевод: гл. XXXIII—LXII. — 3000 экз. — ISBN 5-8291-0078-9. — ISBN 5-8291-0080-0.[^]
- Гонсало Фернанде де Овьедо-и-Вальдес. Всеобщая и естественная история Индий, островов и материка моря-океана / пер. С. М. Вайнштейна // Открытие великой реки Амазонок : Хроники и документы XVI века о путешествиях Франсиско де Орельяны. — М. : Географгиз, 1963. — 203 с. — Перевод: ч. I., кн. L, гл. 1-4, 24.[^]
- Гонсало Фернанде де Овьедо-и-Вальдес. Всеобщая и естественная история Индий, островов и материка моря-океана / пер. А. М. Косс и В. Б. Дубина // Хроники открытия Америки, 500 лет : Антология. — М. : Наследие, 1998. — 272 с. — ISBN 5-201-13307-X.[^]
- Гонсало Фернандес де Овьедо-и-Вальдес. Всеобщая и натуральная история Индий (фрагмент) / пер. Е. Лысенко // Латинская Америка. — 1992. — № 2—3. — Перевод: гл. I—V.[^]
- Дамиан де Бандера. Доклад о происхождении и правлении имевшимся у инков // Источники XVI-XVII веков по истории инков : хроники, документы, письма / ред., пер. с исп. и англ. С. А. Куприенко. — Киев : Видавець Купрієнко С. А., 2013. — С. 98—114. — 417 с. — ISBN 978-617-7085-03-3.[^]
- Диего де Трухильо-и-Паэс. Доклад об открытии королевства Перу… (Куско, 1571) // Источники XVI-XVII веков по истории инков : хроники, документы, письма / ред., пер. с исп. и англ. С. А. Куприенко. — Киев : Видавець Купрієнко С. А., 2013. — С. 230—253. — 417 с. — ISBN 978-617-7085-03-3.[^]
- Доклад о религии и обрядах Перу, составленный первыми священниками Августинцами, направившимися туда для обращения местных жителей в христианство [1560] // Источники XVI-XVII веков по истории инков : хроники, документы, письма / ред., пер. с исп. и англ. С. А. Куприенко. — Киев : Видавець Купрієнко С. А., 2013. — С. 146—195. — 417 с. — ISBN 978-617-7085-03-3.[^]
- Документы, связанные с Диего де Кастро Титу Куси Юпанки, являвшегося предпоследним правителем Инков (1565—1570 гг.) // Источники XVI-XVII веков по истории инков : хроники, документы, письма / ред., пер. с исп. и англ. С. А. Куприенко. — Киев : Видавець Купрієнко С. А., 2013. — С. 195—204. — 417 с. — ISBN 978-617-7085-03-3.[^]
- Завещание Инки Сайри Тупака, второго правителя Вилькабамбы (Куско, 25 октября 1558 года) // Источники XVI-XVII веков по истории инков : хроники, документы, письма / ред., пер. с исп. и англ. С. А. Куприенко. — Киев : Видавець Купрієнко С. А., 2013. — С. 114—120. — 417 с. — ISBN 978-617-7085-03-3.[^]
- Записки солдата Берналя Диаза : в 2 т. / [сокр.] пер. Д. Н. Егорова. — Л. : Брокгауз-Ефрон, 1924—1925. — (Открытия. Завоевания. Приключения). — Источник перевода не указан. Главы более крупные, чем в испанском оригинале и их названия не являются текстом Берналя Диаса.[≡]
- Инка Гарсиласо де ла Вега. История государства инков / пер. со староисп. В. А. Кузьмищева ; отв. ред. Ю. В. Кнорозов. — Л. : Наука, 1974. — (Литературные памятники).[^][^]
- Кристобаль де Молина. Доклад о сказаниях и обрядах инков. 1575 / пер. А. Скромницкий, ред. В. Талах // Источники XVI-XVII веков по истории инков : хроники, документы, письма / ред., пер. с исп. и англ. С. А. Куприенко. — Киев : Видавець Купрієнко С. А., 2013. — С. 270—315. — 417 с. — ISBN 978-617-7085-03-3.[^]
- Гарси Диес де Сан-Мигель. Отрывки из его «Доклада» (1567) // Источники XVI-XVII веков по истории инков : хроники, документы, письма / ред., пер. с исп. и англ. С. А. Куприенко. — Киев : Видавець Купрієнко С. А., 2013. — С. 218—230. — 417 с. — ISBN 978-617-7085-03-3.[^]
- Педро де Сьеса де Леон. Хроника Перу (фрагменты) / пер. Т. Л. Шишовой // Хроники открытия Америки, 500 лет : Антология. — М. : Наследие, 1998. — 272 с. — ISBN 5-201-13307-X.[^]
- Торибо де Бенавенте. История индейцев Новой Кастилии (фрагмент) / пер. Е. М. Лысенко // Хроники открытия Америки : Новая Испания. — М. : Академический проект, 2000. — Т. 1 : Исторические документы. — 494 с. — (Библиотека Латинской Америки). — Перевод 4 глав. — 3000 экз. — ISBN 5-8291-0078-9. — ISBN 5-8291-0080-0.[^][^]
- Фелипе Гуаман Пома де Айяла. Первая новая хроника и доброе правление (доколумбовый период) / Пер. со староисп. В. А. Кузьмищева.  Отв. ред. Н. Ю. Кудеярова. — М. : Памятники исторической мысли, 2011. — С. 292. — Перевод: по одной версии,  В. А. Кузьмищев пользовался факсимильным парижским изданием 1936 года. По другой — лимским изданием 1956—1966 годов (там же, С. 5—6). — ISBN 978-5-88451-291-7.[^][^]
- Фернандо де Сантильян. Выдержки из его «Доклада о начале, происхождении, политике и управлении инков» (1555) // Источники XVI-XVII веков по истории инков : хроники, документы, письма / ред., пер. с исп. и англ. С. А. Куприенко. — Киев : Видавець Купрієнко С. А., 2013. — С. 92—98. — 417 с. — ISBN 978-617-7085-03-3.[^]
- Франсиско де Авила. Боги и люди Варочири (1608). Отрывки // Источники XVI-XVII веков по истории инков : хроники, документы, письма / ред., пер. с исп. и англ. С. А. Куприенко. — Киев : Видавець Купрієнко С. А., 2013. — С. 324—346. — 417 с. — Перевод гл. I—VII с издания 1975 года, гл. VIII и добавления — с издания 1873 года. Сверено по изданию 1967 года. — ISBN 978-617-7085-03-3.[^][^][^]
- Франсиско де Херес. Правдивое повествование о завоевании Перу [фрагмент] / пер. Л. А. Яковлева // Хроники открытия Америки, 500 лет : Антология. — М. : Наследие, 1998. — 272 с. — ISBN 5-201-13307-X.[^]
- Хуан де Саманос. Доклад о первых открытиях Франсиско Писарро и Диего де Альмагро, 1526 // Источники XVI-XVII веков по истории инков : хроники, документы, письма / ред., пер. с исп. и англ. С. А. Куприенко. — Киев : Видавець Купрієнко С. А., 2013. — С. 11—18. — 417 с. — ISBN 978-617-7085-03-3.[^]
- Хуан де Санта Крус Пачакути Йамки Салькамайва. Доклад о древностях этого королевства Перу / пер. с исп., кечуа, аймара и пукина С. А. Куприенко. — Киев : Видавець Купрієнко С. А., 2013. — 151 с. — (Южная Америка. Источники. История. Человек). — ISBN 978-617-7085-09-5.[^]
- Хуан Поло де Ондегардо. Доклад Хуана Поло де Ондегардо // Источники XVI-XVII веков по истории инков : хроники, документы, письма / ред., пер. с исп. и англ. С. А. Куприенко. — Киев : Видавець Купрієнко С. А., 2013. — С. 253—270. — 417 с. — ISBN 978-617-7085-03-3.[^]
- Хуан Поло де Ондегардо-и-Сарате. Заблуждения и суеверные обряды индейцев, извлечённые из трактата и расследования, сделанного лиценциатом Поло (1559) // Источники XVI-XVII веков по истории инков : хроники, документы, письма / ред., пер. с исп. и англ. С. А. Куприенко. — Киев : Видавець Купрієнко С. А., 2013. — С. 120—146. — 417 с. — ISBN 978-617-7085-03-3.[^]
- Хуан Поло де Ондегардо-и-Сарате. Инструкция по борьбе с церемониями и обрядами, применяемыми индейцами со времён их безбожия (1567) // Источники XVI-XVII веков по истории инков : хроники, документы, письма / ред., пер. с исп. и англ. С. А. Куприенко. — Киев : Видавець Купрієнко С. А., 2013. — С. 204—218. — 417 с. — ISBN 978-617-7085-03-3.[^]

### Страницы в интернете
- Дон Хуан де Лисарасу. «Сообщения, сделанные Доном Хуаном де Лисарасу об открытии Мохос, 1636 год». Отрывки о легендарном Пайтити / пер. В. В. Тюленева. — 2008. — Научное издательство «Купрієнко».[^]
- Кристобаль де Мена. Завоевание Перу (1534) / пер. А. Скромницкий, ред. В. Талах. — 2011. — Научное издательство «Купрієнко».[^]
- Педро Сьеса де Леон. Хроника Перу. Часть первая / пер. с исп. А. Скромницкий. — 2008. — «Мир индейцев».[^]
- Педро Сьеса де Леон. Хроника Перу. Часть вторая / пер. Valery Melnikoff, О. Дьяконов ; корр. правки, прим., пер. В. Н. Талах ; ред.  А. Скромницкий. — 2009. — «Мир индейцев». — Перевод А. Скромницкий (гл. III—V, IX—XXX, XLI—L, LXVIII—LXXIV с издания 1880 и 2005 года); Valery Melnikoff (гл. VI—VIII с издания 2005 года); О. Дьяконов (гл. XXXI—XL, LI—LXVII с издания 2005 года); корр. правки, прим., пер. В. Н. Талах.[^]

## Авторы
- Fernando de Avendano (1617—1648)
- Bartolomé Arzans de Orsúa y Vela (1736)
- Benedetto Bordone (1528—1534)
- Juan de Velasco (1791)
- Amerigo Vespucio (1500)
- Pedro de la Gasca (1547—1549)
- Gonzalo de Doblas (1768)
- Diego de Ocana
- Diego de Eguiluz (1696)
- Juan Cristobal Calvete de Estrella (1565—1567)
- Diego de Cordoba (1653)
- Martin de Murua (1681)
- Jose de Oviedo y Banos (1722)
- Manuel Odriozola (1872)
- Antonio Pigafetta (1530)
- Fernando de Pizarro y Orellana (1639)
- Fray Reginaldo de Lizárraga (1605)
- Jorge Robledo (1540)
- Agustin Zarate (1555)
- Diego de Torres Rubio[исп.] (1619)
- Diego Fernandez de Palencia (1571)
- Rey Philipe Tercero
- Francisco Lopez de Gomara (1549)
- Francisco Silvestre (1786)
- Geronimo Pallas (1620)
- Celso Gargia (вероятная мистификация)
- Франсиско Лопес де Гомара (1549)

## Места хранения
- Австрийская национальная библиотека
- Апостольская библиотека Ватикана
- Архив Индий
- Библиотека Севильского университета (исп. Biblioteca de la Universidad de Sevilla)
- Библиотека университета Саламанки[исп.]
- Библиотека Эскориала
- Британская библиотека
- Библиотека Гёттингенского университета
- Королевская академия истории
- Музей Гетти
- Национальная библиотека Испании
- Национальная библиотека Португалии

## Комментарии
1. ↑  Рукописи и первые издания расположены в хронологическом порядке. В случае, когда имеется доступ к оригинальной рукописи, то указывается место хранения. В случае, когда рукопись имеется в нескольких редакциях, хранится по частям в разных местах, или к ней утрачен доступ, то указывается наиболее полное и близкое к оригиналу печатное издание.
2. ↑  Содержит сообщение кипукамайоков и заканчивается письмом монаха Антонио, которое написано почерком, отличающимся от остального текста.
3. ↑  К сочинениям «Всеобщей и подлинной истории Индий» относятся 9 номеров: II/3041 (кн. I—XVII (до гл. 20) — печатные, кн. XVII (с гл. 21)—XXVII (до гл. 10) — рукописи), II/3042 и 9/551—557 (рукописи). Приведены данные только по II/3041 и II/3042[10].
4. ↑  К «Всеобщей истории Индий» также относится рукопись под номером Res. 21-23; в Британской библиотеке — рукописи под номерами: Sl. 3.054, Sl. 3.052/53, Add. 22.684/85, Idem. 22.681/83.
5. ↑  Главы из «Апологетической краткой истории…», посвящённые Перу.
6. ↑  «Errores y supersticiones de los indios», написанные около 1566 года, были изданы в 1585 году под названием «Instrución contra…»[11].
7. ↑  Первое точное издание по рукописи, хранящейся в муниципальном архиве Гватемалы.
8. ↑  Содержит факсимильное издание рукописи 1568 года (Т. I).
9. ↑  Документы содержат: Титу Куси Юпанки и сопротивление инков в Вилькабамбе (1565—1570), письмо-воспоминание Инки Титу Куси Юпанки к лицентиату Хуану де Матьенсо (июнь 1565), свидетельство Инки Титу Куси Юпанки (8 июля 1567).
10. ↑  III часть «Альманаха Антарктики».
11. ↑  Доклад Гарси Диеса де Сан-Мигеля содержит три документа 1567 года: Кипу в свидетельском показании главного касика дона Мартина Куси (24 февраля), Заявление дона Франсиско, 100-летнего касика из общины Анансайа в Илаве (март), Заявление индейцев из Хули на обвинения предварительного следствия (21 апреля).
12. ↑  Латинский оригинал «De Tahuantinsuyus prischis gentibus» считается утерянным. Франческа Канту гипотетически предполагает, что «Relación de las costumbres antiguas…» является поздним его переводом на испанский язык[12].
13. ↑  Сармьенто планировал написать три части. Вторая часть была отправлена в Испанию Франсиско де Толедо. В XVIII веке была найдена копия второй части и в 1906 году она была впервые опубликована в Берлине. Вторая публикация 1943 года была опубликована под редакцией Анхела Розенблата[13].
14. ↑  Рукопись хранилась в Архиве Индий. В XIX веке Клемент Маркхэм и Джименез Эспада издавали отрывки из архива. Позже, Роберто Левиллиер подготовил к изданию более полное изложение «Informaciones…»[13].